# Milutin Kukuljević Sakcinski
Milutin Kukuljević Sakcinski (Zagreb, 31. srpnja 1849. — Beč, 17. srpnja 1910.) - hrvatski političar i pravnik. Iz plemenitaške je obitelji Kukuljevića Sakcinskih.
Rođen je u Zagrebu 31. srpnja 1849. godine. Sin je poznatog ilirca Ivana Kukuljevića Sakcinskog, koji je održao prvi zastupnički govor na hrvatskom jeziku u Hrvatskom saboru i majke pl. Novak. Završio je studij prava i državoslovne nauke u Beču 1870. godine. Postao je službenik zagrebačkog sudbenog suda. Bio je na većem broju odgovornih funkcija kao veliki bilježnik Županije križevačke od 1872,, tajnik Županije riječke od 1875., vladin tajnik u Sarajevu od 1879. godine u prosvjetnom sustavu i na agrarnoj i upravnoj reformi. Oženio se s Austrijankom Paulom Baechle, kćeri bečkog industrijalca, s kojom je imao kćer Hildu.
Kao osoba od povjerenja bana Khuena Héderváryja bio je od 1893. do 1904. veliki župan Bjelovarsko-križevačke županije, koja je u to doba najviše gospodarski i kulturno napredovala. Osnovana je Prva bjelovarska mljekarska udruga, preteča današnje tvornice Sirela, ostvareni mnogi infrastrukturni projekti – gradnja željezničke pruge od Križevaca do Virovitice, proširenje bjelovarske gimnazije i izgradnja nove zgrade gimnazije. Bjelovar je u njegovo vrijeme bio glavno gospodarsko središte tog područja. Razvija se bankarstvo i poljoprivreda uz razvoj institucija i infrastrukture. Darovao je pokaznicu crkvi sv. Terezije.